# El Quisco
El Quisco is een gemeente in de Chileense provincie San Antonio in de regio Valparaíso. El Quisco telde 15.955 inwoners in 2017 en heeft een oppervlakte van 51 km².

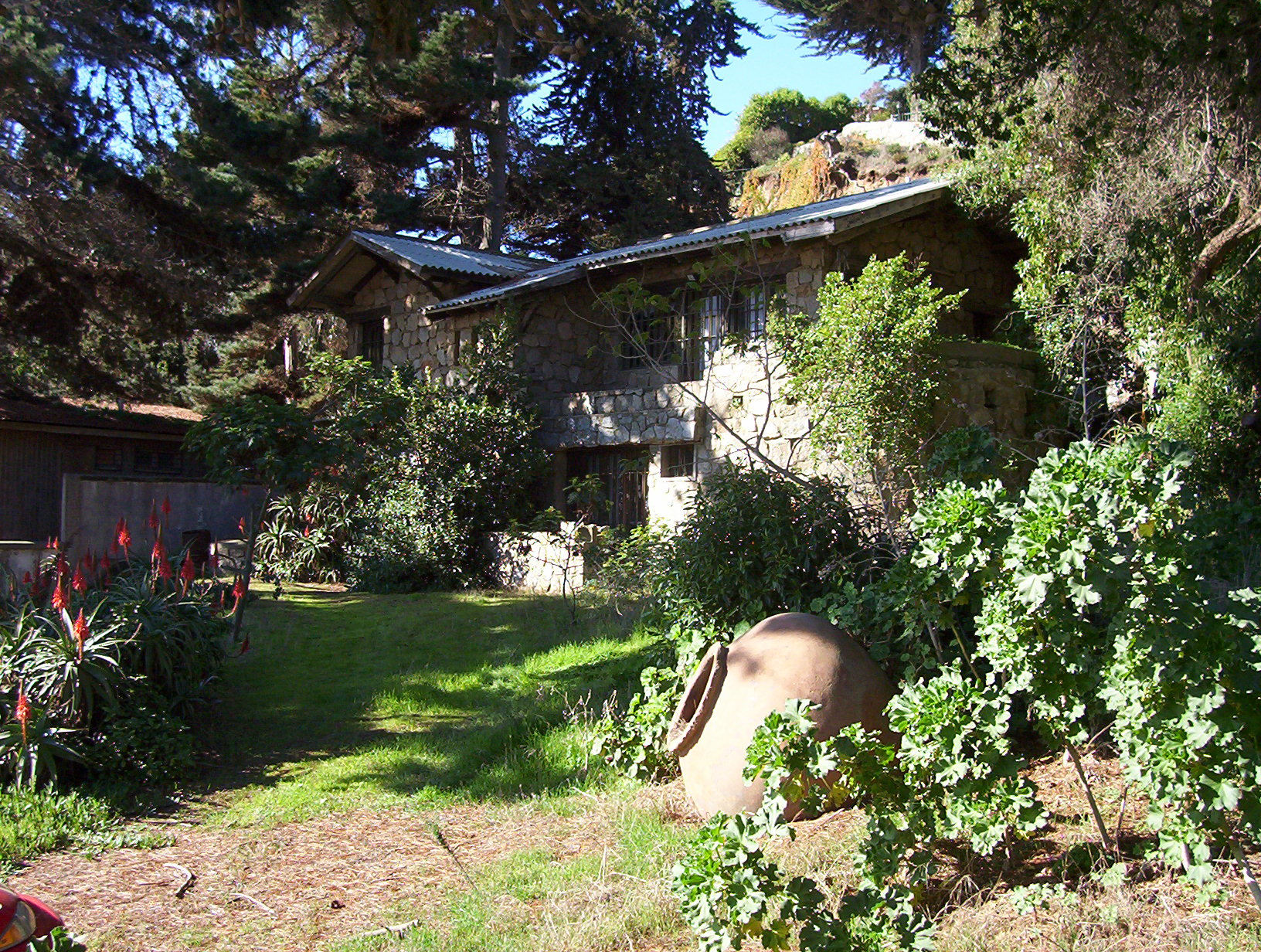
Isidoro Dubornais haus, Mme Lucía D'Ardaillon.